# Lucas en Jenny Goeree

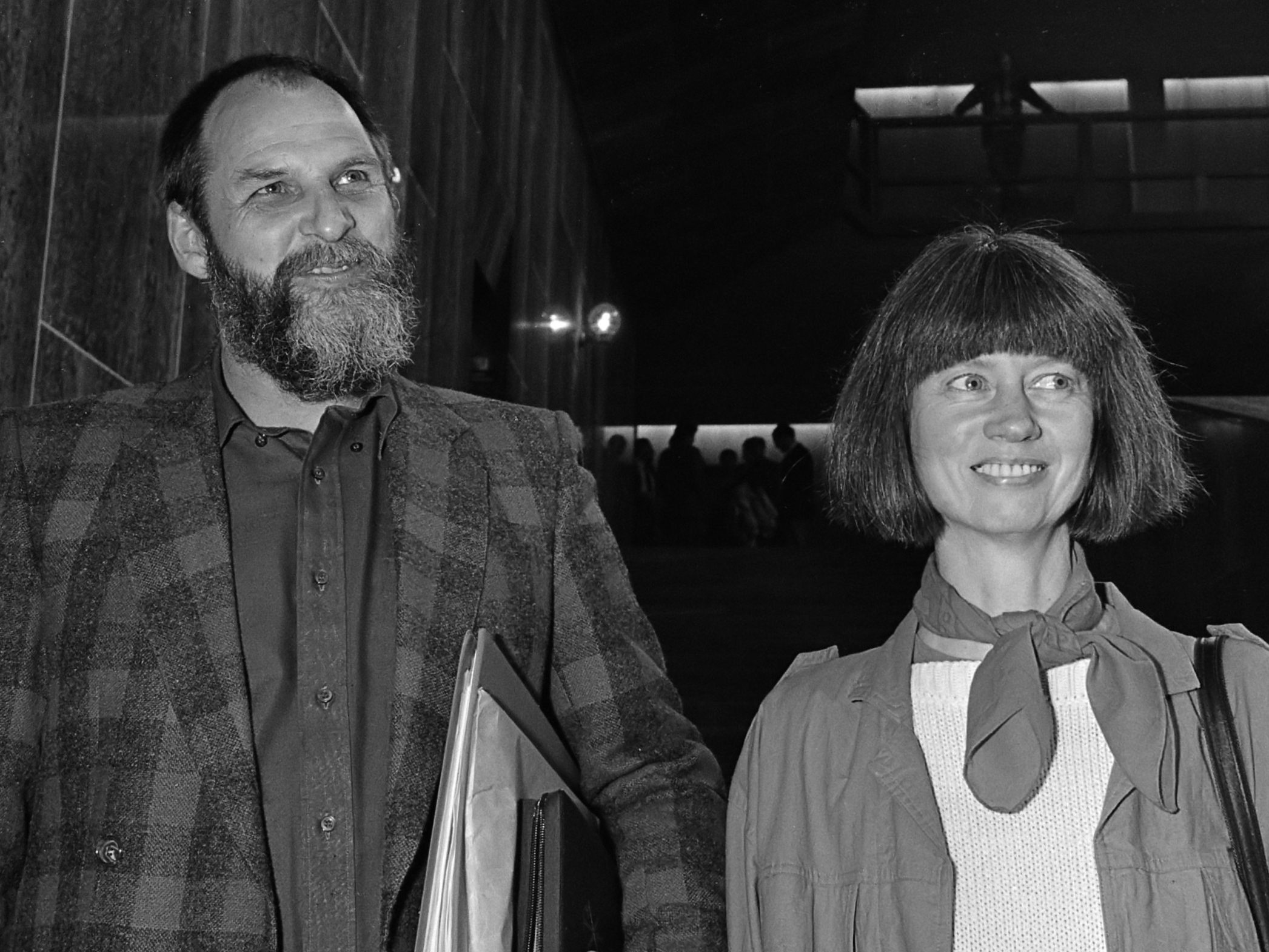
Lucas en Jenny Goeree (1985)

Lucas Goeree en Jenny Goeree-Manschot vormden een Nederlands evangelistenechtpaar dat in de jaren tachtig in opspraak kwam. Zij werden tussen 1985 en 1989 meermalen veroordeeld omdat ze stelden dat de Joden de Holocaust 'over zichzelf hadden afgeroepen' door Jezus niet als de Messias te erkennen. Ook deed het echtpaar uitingen dat aids zou worden veroorzaakt door homoseksueel gedrag en dat homoseksuele omgang altijd tot besmetting en dood leidt.

## Biografie
Lucas en Jenny Goeree trouwden in 1979. Lucas was gescheiden van zijn eerdere vrouw, met wie hij acht kinderen had gekregen. Het echtpaar vestigde zich in Zwolle. Later scheidden ze.

## Activiteiten
Het echtpaar Goeree was in Zwolle actief in de Jezusbeweging. Beiden zaten tot 1982 in het bestuur van deze beweging. De Goerees schreven regelmatig in een evangelisatieblad, Evan geheten, dat zij ongevraagd in brievenbussen stopten.
Na hun scheiding ging Jenny Goeree-Manschot verder met het evangelisatiewerk en opende in 2001 een website.

## Rechtszaken
Zeven organisaties en vier particulieren spanden een kort geding aan tegen de Goerees, dat de Goerees ook in hoger beroep verloren.
Er is ook een rechtszaak bij de rechtbank gevoerd. In 1985 werden de Goerees door de rechtbank te Zwolle veroordeeld vanwege antisemitische uitlatingen in hun blad Evan en werd hen verboden het artikel Wat moet ik met Auschwitz? te publiceren, waarin ze de Joden ervan beschuldigden de Holocaust over zichzelf te hebben gebracht door Jezus als de Messias te verwerpen. Die vloek zouden de Joden over zich hebben gehaald toen ze riepen: Zijn bloed kome over ons en onze kinderen (Matteüs 27:25). De Goerees bleven hier echter over publiceren terwijl ze in hoger beroep gingen, omdat ze zich meer gebonden achtten aan (hun interpretatie van) Gods Woord dan aan de Nederlandse wet.
Meer rechtszaken volgden, onder andere in 1988 over publicaties tegen homoseksualiteit.
Op 18 oktober 1988 bevestigde de Hoge Raad dat het echtpaar Goeree discrimineerde en oordeelde dat in dit geval de aard van de uitlating doorslaggevend is en niet de bedoeling.
In 1989 werd Jenny Goeree voorwaardelijk veroordeeld tot twee maanden gevangenisstraf wegens belediging van Joden.
In 2001 sloot internetprovider Easyhosting de website van Jenny Goeree. Ondanks het verbod uit 1985 op verspreiding van het artikel 'Wat moet ik met Auschwitz?', had Goeree het artikel op haar internetpagina gepubliceerd.

## Boek
- De zaak Goeree 1986, van Ronny Naftaniel (werkzaam bij het CIDI) en Simon Schoon (OJEC).[2]